# Albert Speer (filho)
Albert Speer (Berlim, 29 de julho de 1934 — Frankfurt am Main, 15 de setembro de 2017) foi um arquiteto e urbanista alemão, filho do arquiteto e político Albert Speer. Seu avô e bisavô também foram arquitetos.
Foi o responsável pelo design da Expo 2000 (a exposição mundial que aconteceu em Hanôver), pelo projeto da Cidade Internacional do Automóvel em Xangai e pelo complexo olímpico de Pequim. Em 2003 recebeu o Prêmio Goethe.

## Carreira
Speer afirmou que sua decisão de se tornar um arquiteto não tinha nada a ver com seu pai. Ele considerava o planejamento urbano como sua principal área, e não a arquitetura. Ele ganhou seu primeiro prêmio internacional em 1964, e então abriu seu próprio escritório de arquiteto. Ele trabalhou na Arábia Saudita. Em 1977, tornou-se professor de planejamento urbano na Universidade de Kaiserslautern. Sua empresa tem um escritório em Xangai desde 2001.
Em 1984, fundou a empresa Büro Albert Speer & Partner em Frankfurt am Main. Ele foi responsável pelo projeto da Expo 2000 em Hanover, projeto da Cidade Internacional do Automóvel de Xangai e do eixo central em Pequim criado enquanto servia como designer-chefe para as Olimpíadas de 2008. Speer fez parte do escritório de arquitetura envolvido na candidatura de Munique para os Jogos Olímpicos de Inverno de 2018, e na Copa do Mundo FIFA de 2022 no Catar. Ele morreu em 15 de setembro de 2017 aos 83 anos em Frankfurt am Main, Alemanha, após complicações com uma cirurgia realizada após queda em sua casa.

## Relação com o pai
Assim como os outros filhos de oficiais nazistas, como Gudrun Himmler e Edda Göring, Speer teve que abordar o tema da infâmia de seu pai. Enquanto Himmler tentava reabilitar a imagem de seu pai, e Göring tentava ao máximo evitar falar sobre isso, Speer disse que "tentou a vida inteira se separar de seu pai". Ele é considerado um dos poucos filhos de líderes nazistas a reconhecer os erros de seus pais. Speer disse que, quando criança, seu pai "não era o tipo de pai que revisava sua lição de casa", referindo-se à desatenção e negligência leve, mas também disse que Hitler era "um tio legal, do meu ponto de vista infantil". Ele disse que não odiava o pai e o considerava "um bom arquiteto, muito mais moderno do que as pessoas pensam hoje".

## Galeria de obras

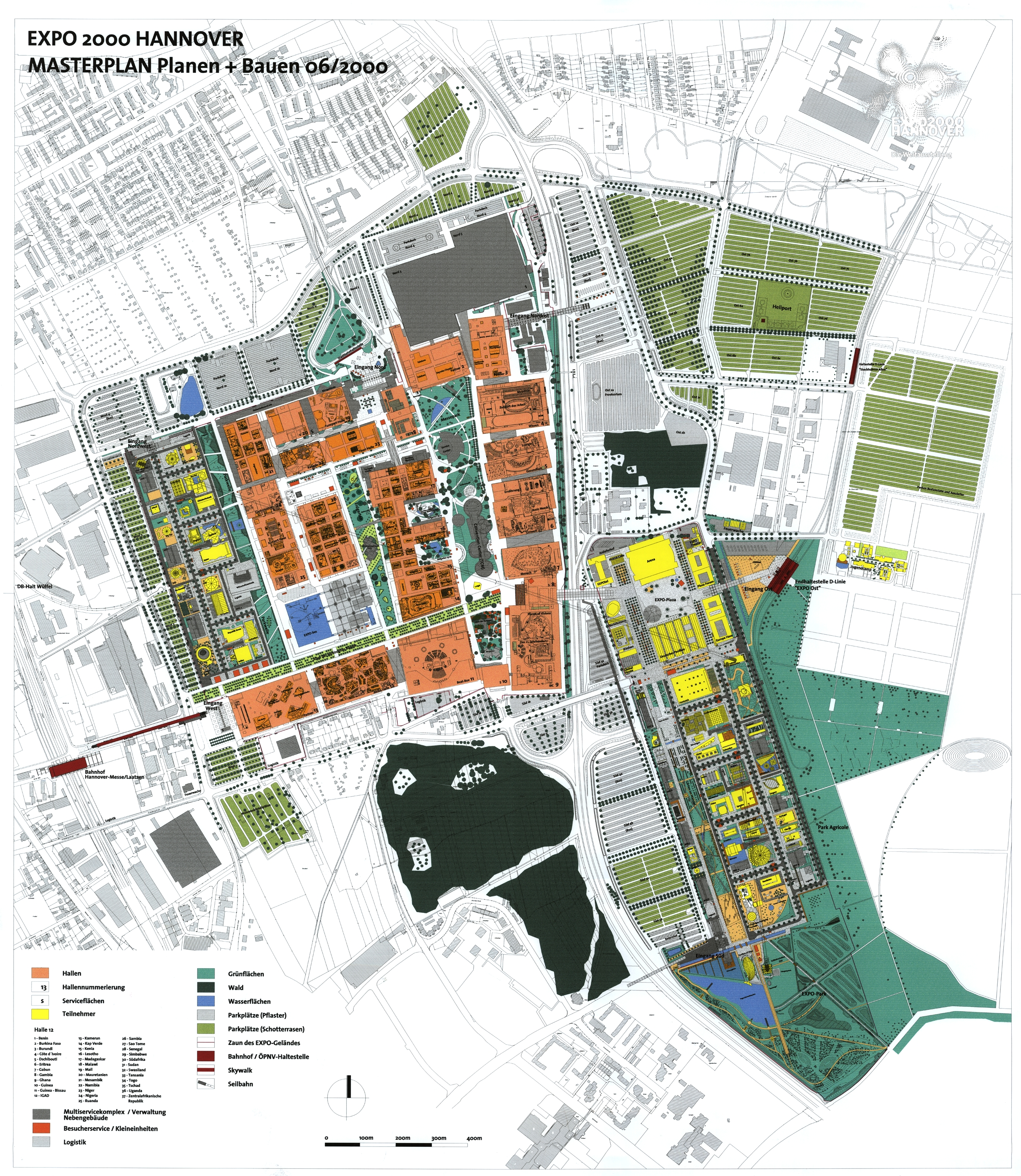
EXPO 2000 Hannover
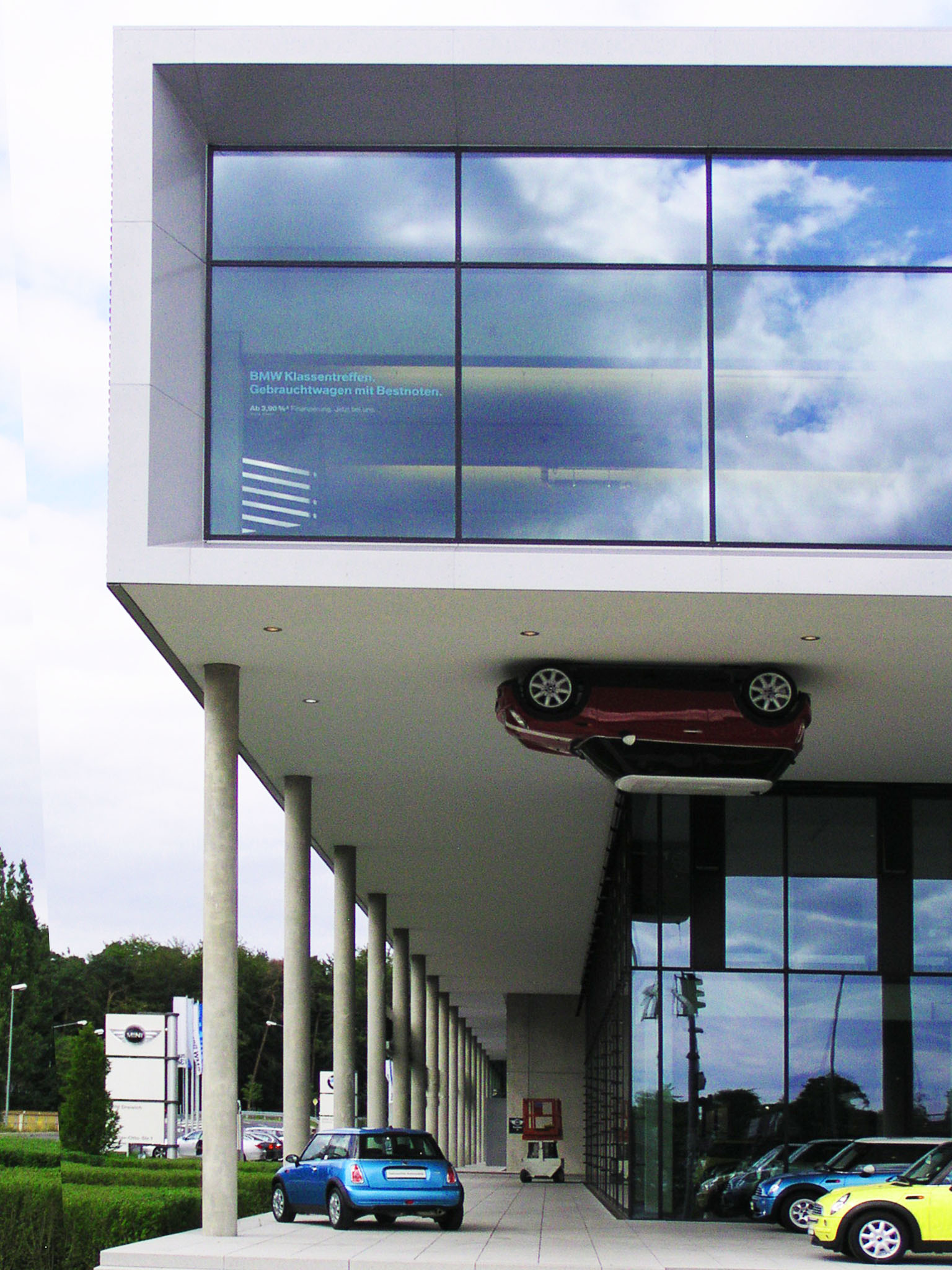
BMW-filial Dreieich
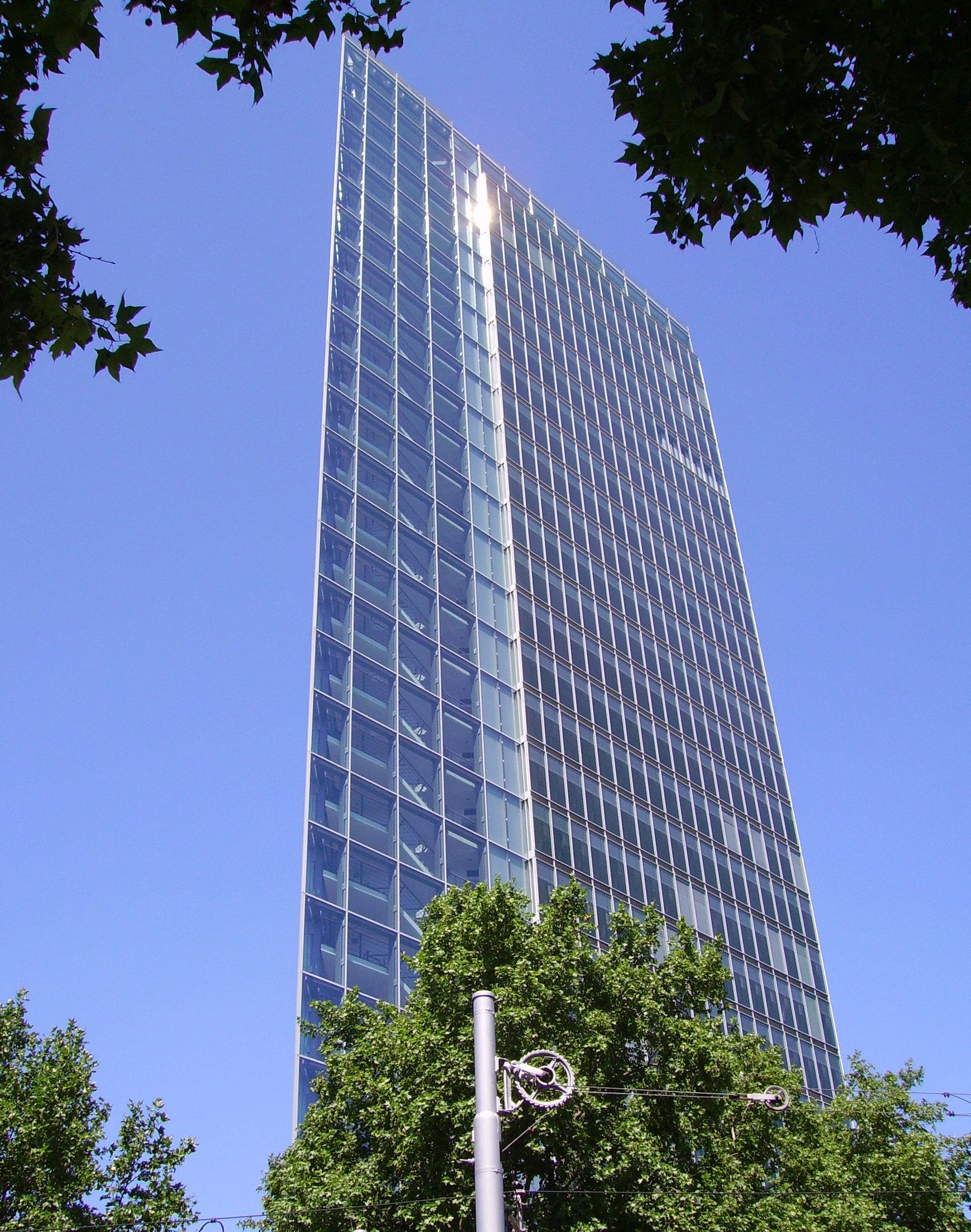
Victoria-Turm Mannheim
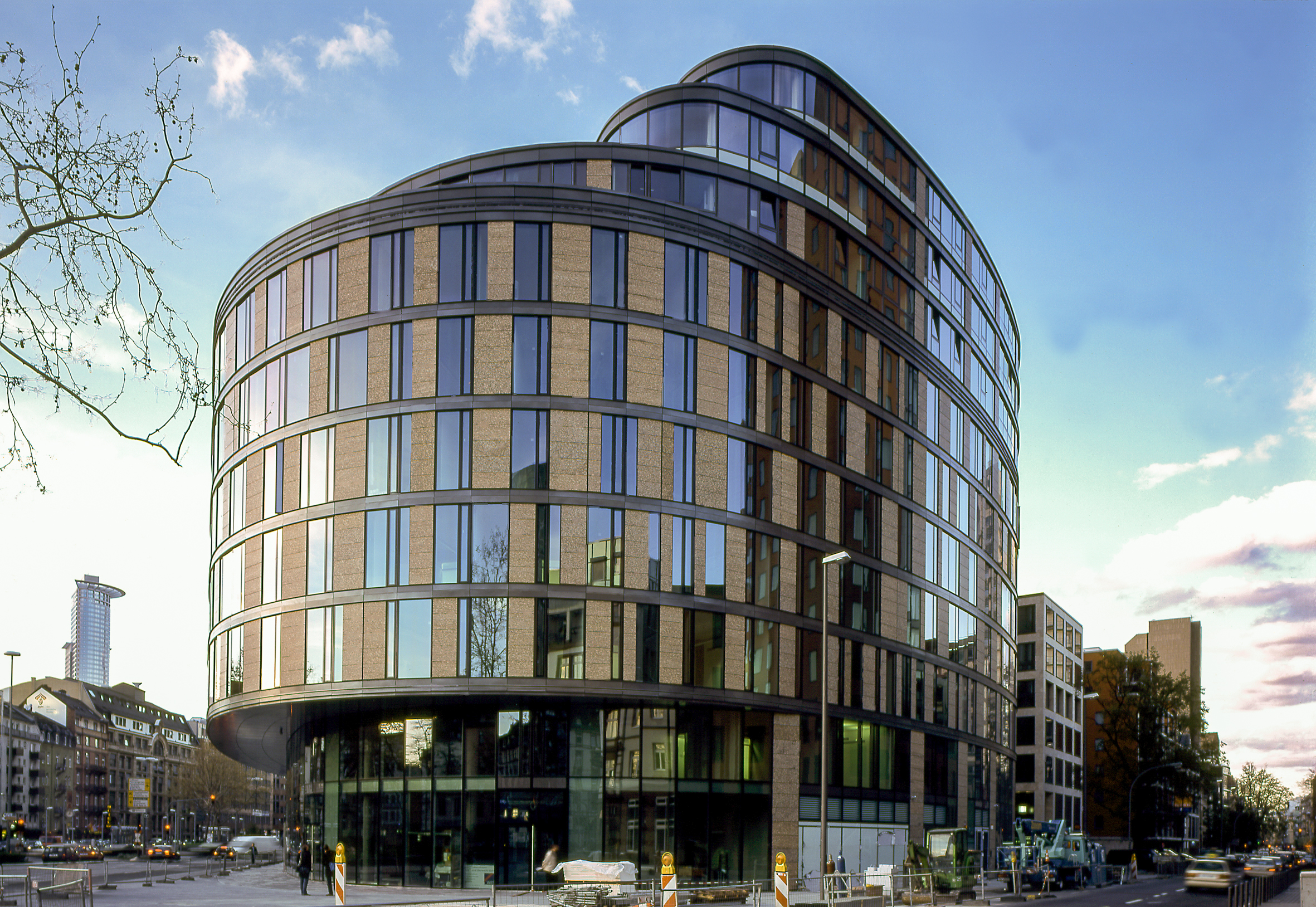
Edifício Oval am Baseler Platz em Frankfurt am Main
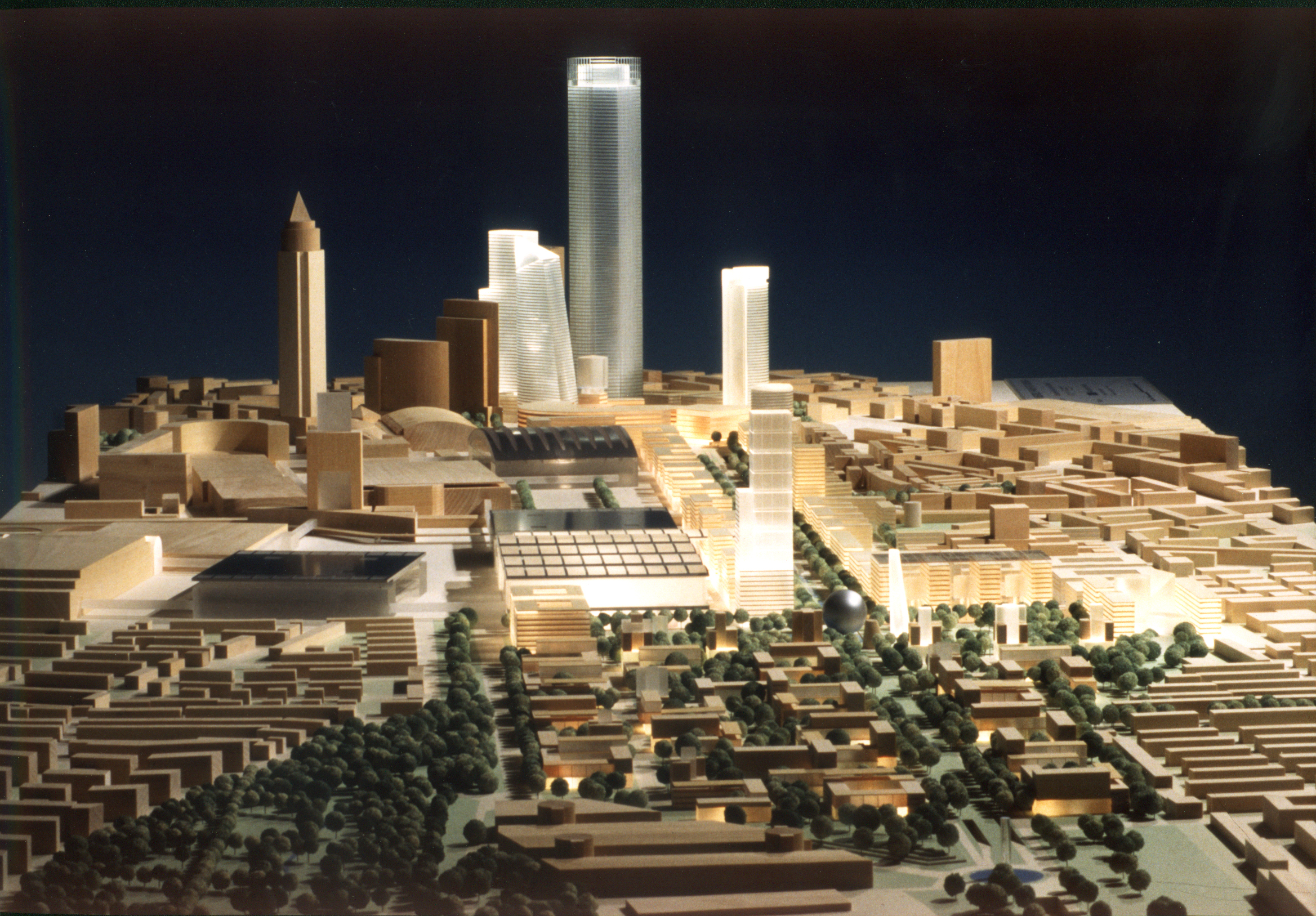
Europaviertel em Frankfurt am Main (Modelo)